# Uraecha angusta
Uraecha angusta es una especie de escarabajo longicornio del género Uraecha, tribu Monochamini, subfamilia Lamiinae. Fue descrita científicamente por Pascoe en 1857.

## Descripción
Mide 15-21 milímetros de longitud.

## Distribución
Se distribuye por China, Francia y Vietnam.